# Olympic (budova)
Obchodní a nájemní dům Olympic je funkcionalistická budova ve Spálené ulici č. 16/75 na Novém Městě v Praze 1. Budova dokončená v roce 1928, jejíž součástí byla také pasáž a kino, byla navržena českým architektem Jaromírem Krejcarem. Objekt je chráněn jako kulturní památka.

## Historie

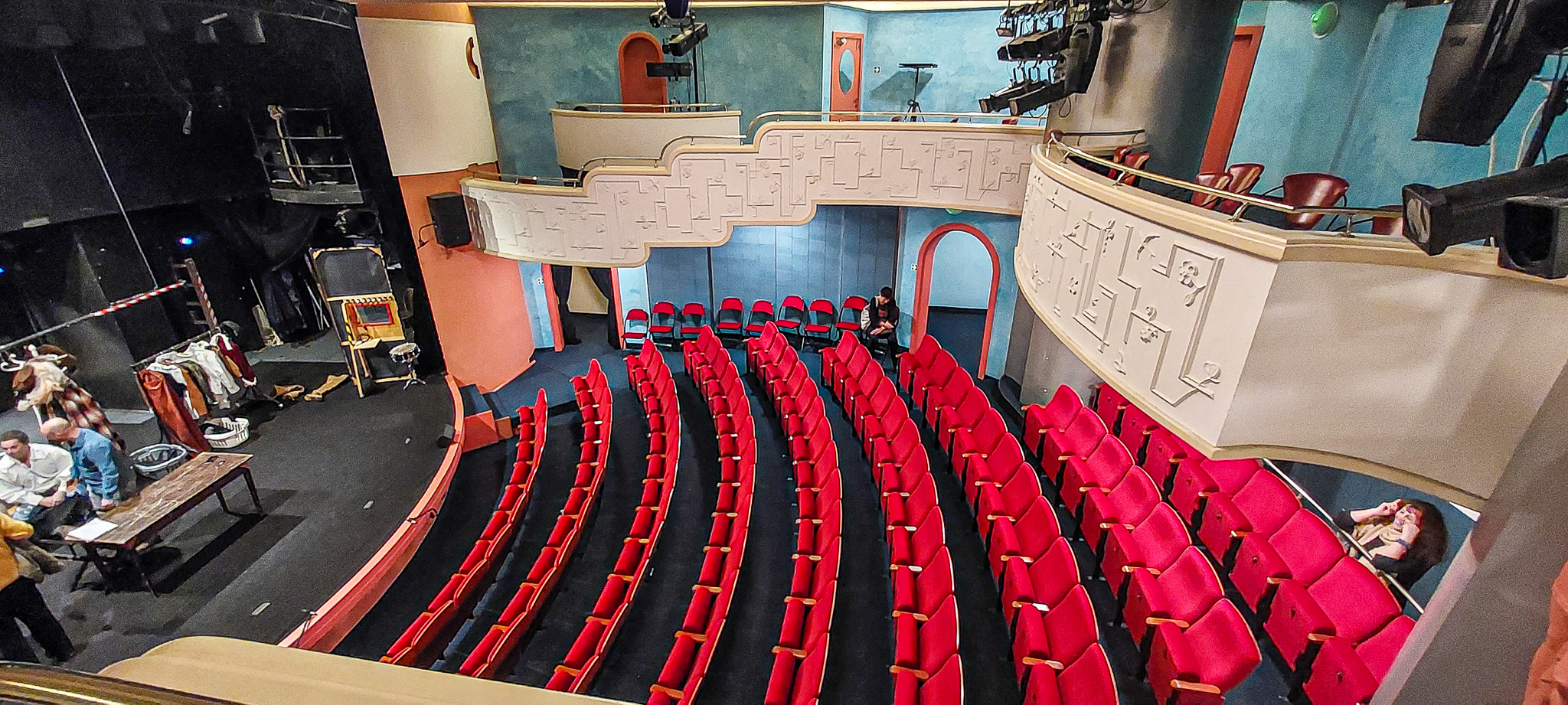
Původní kinosál, dnes hlediště divadla Ypsilon

Tato funkcionalistická stavba byla vybudována v letech 1926–1927 podle projektu architekta Jaromíra Krejcara. Stavba vznikla v místě staršího dvoupatrového klasicistního domu, ve kterém žil a zemřel Josef Mánes. Původní gotická zástavba na jeho místě však má původ již v roce 1488 či snad dříve.
Budova postavená na železobetonové skeletové konstrukci je trojkřídlá a podsklepená po celém půdorysu dvoupodlažními suterény. V horních patrech má odstupňované terasy s trubkovým zábradlím a je zakryt plochou střechou. Původní Krejcarův návrh počítal s rozsáhlejší realizací, i tak se však jedná se hodnotnou, architektonicky zdařilou a originální funkcionalistickou stavbu české avantgardy.
Dům byl opatřen výraznými reklamními nápisy. Po dokončení samotné budovy v roce 1929 byl realizováno následné dokončení některých interiérů, především projekt kinosálu v suterénu, vinárny v přízemí, úprava průčelí, ad. Autorem těchto úprav byl berlínský architekt art deco Paul Sydow. V tehdejším kinosále má dnes svou stálou scénu Studio Ypsilon.
V budově dnes kromě divadla Ypsilon sídlí také Vysoká škola obchodní a další subjekty.